# McLaren P1

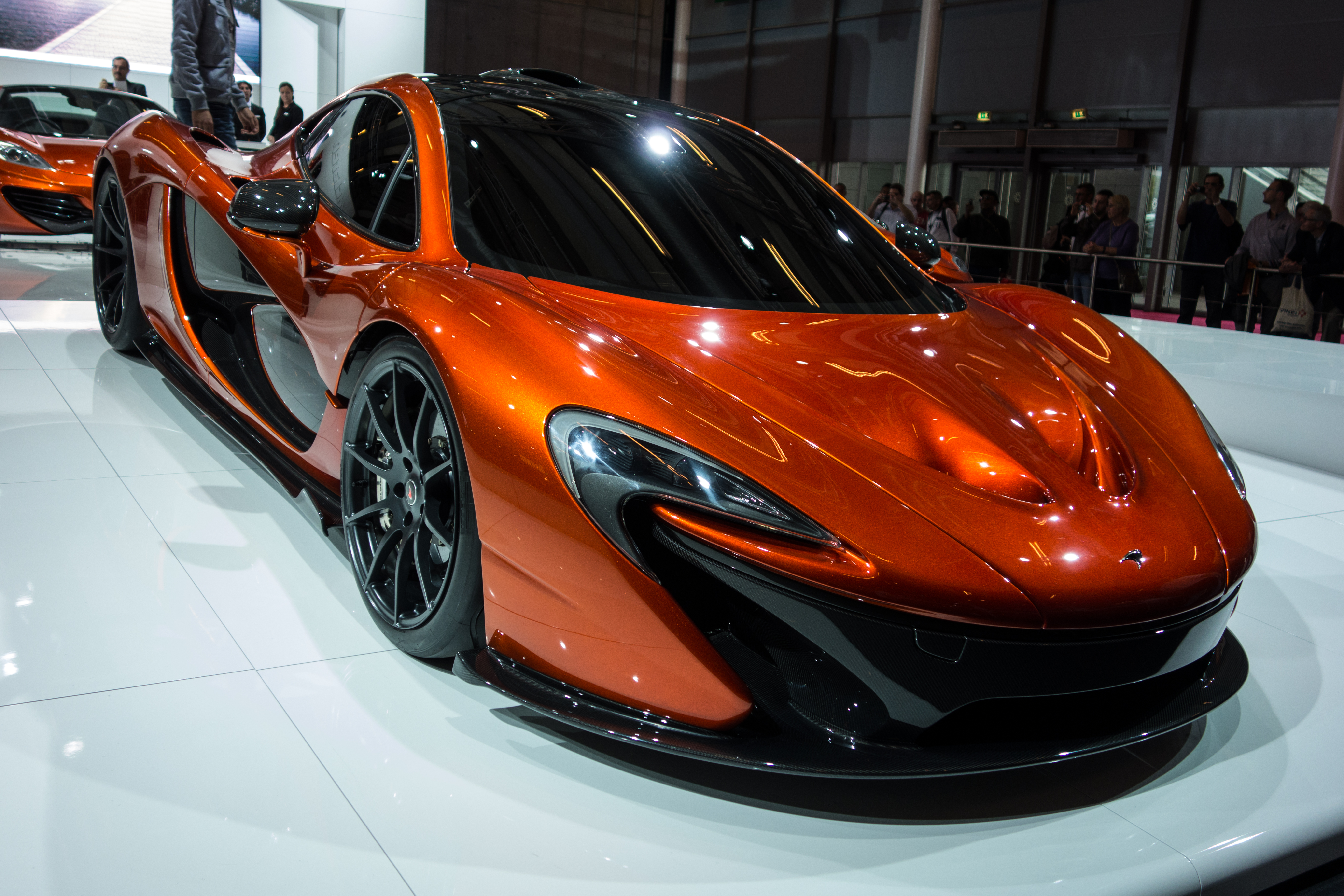
Conceptauto McLaren P1 te zien op de Mondial de l'Automobile te Parijs in 2012

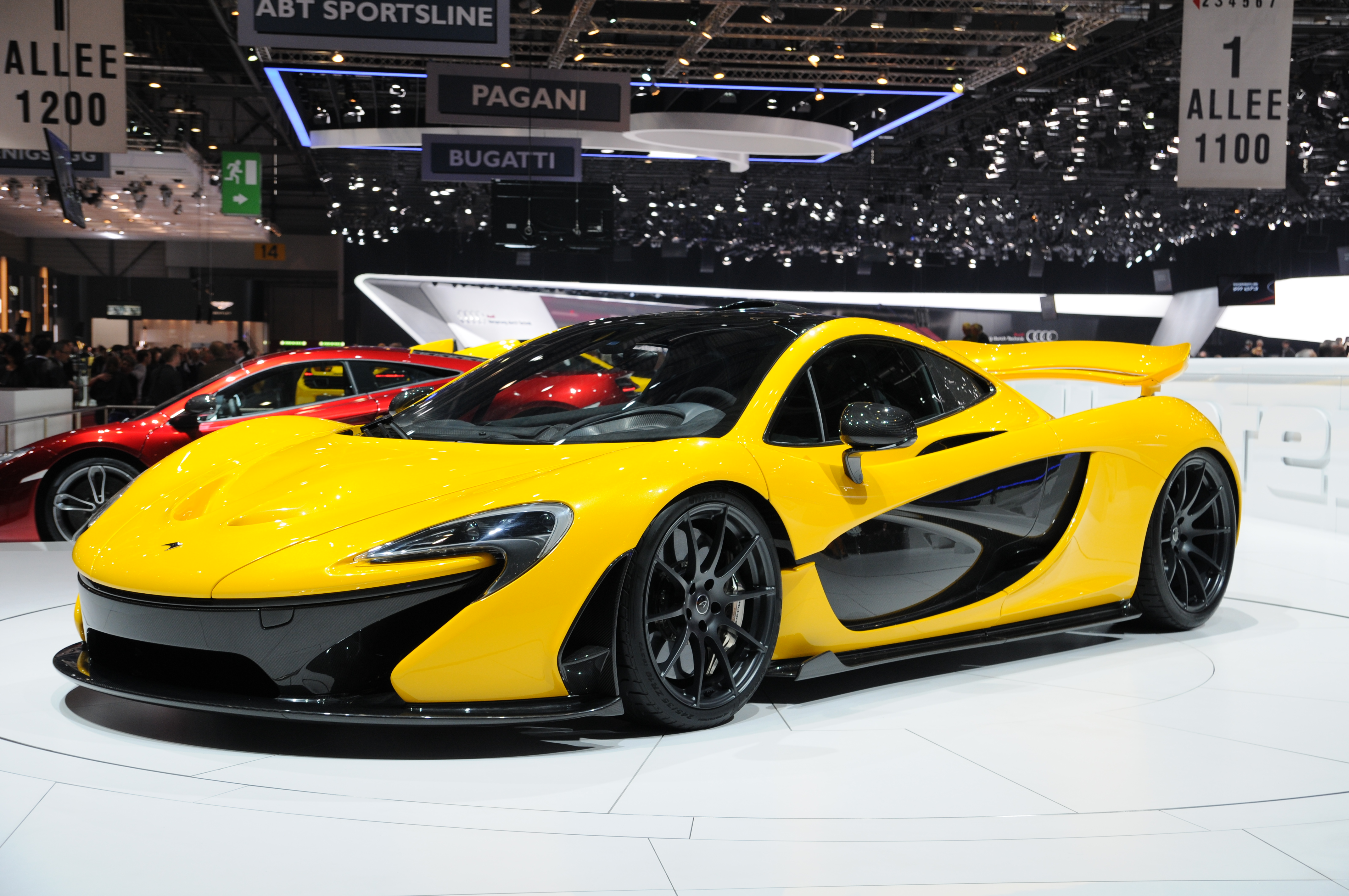
Voorstelling productieversie McLaren P1 op autosalon van Genève in 2013

De McLaren P1 is een plug-inhybridesportwagen geproduceerd in beperkte oplage door de Britse autofabrikant McLaren Automotive. De conceptauto werd voorgesteld op de Mondial de l'Automobile te Parijs in 2012. De productieversie werd getoond op het Autosalon van Genève in 2013. Leveringen aan klanten begonnen in het Verenigd Koninkrijk in oktober 2013. De volledige P1 productie van 375 wagens was uitverkocht in november 2013. Het basismodel kostte €1.030.000, de gemiddelde verkoopprijs van de verkochte modellen met de bijbestelde opties was €1.200.000. De wagens werden geassembleerd in Woking in het Engelse graafschap Surrey.
De maximale snelheid van de wagen is 349 km/u en hij accelereert in 2,8 s van 0 km/u naar 100 km/u, in 6,8 s naar 200 km/u en in 16,5 s naar 300 km/u.
Inmiddels komt er ook een Mclaren P1 GTR die bedoeld is voor op het circuit. Om deze te kunnen aanschaffen moet je ook de straatversie van de P1 hebben.